# Will Gregorak
Will Gregorak (Spokane, 30 settembre 1990) è un ex sciatore alpino statunitense.

## Biografia

### Stagioni 2006-2011
Gregorak, originario di Longmont, ha fatto il suo esordio in gare FIS il 16 dicembre 2005, disputando un supergigante a Winter Park e giungendo 31º, e in Nor-Am Cup il 12 febbraio 2006 nella discesa libera di Big Mountain, che ha chiuso al 70º posto. Nella stagione 2008-2009 ha ottenuto il suo primo podio in Nor-Am Cup (3º nella supercombinata di Panorama del 16 dicembre), ha esordito in Coppa Europa (33º nello slalom gigante di Oberjoch del 14 gennaio) e ha partecipato ai Mondiali juniores di Garmisch-Partenkirchen, piazzandosi 4º nel supergigante.
Il 13 dicembre 2009 a Panorama ha vinto la sua prima gara in Nor-Am Cup, uno slalom gigante, e il 5 dicembre 2010 ha fatto il proprio esordio in Coppa del Mondo, senza qualificarsi per la seconda manche dello slalom gigante disputato a Beaver Creek. Pochi giorni dopo, il 15 dicembre, si è aggiudicato il primo podio in Coppa Europa, sulle nevi italiane di Obereggen di Nova Ponente: 2º in slalom gigante; nella stagione 2010-2011 ha vinto la classifica di slalom gigante della Nor-Am Cup.

### Stagioni 2012-2015
Il 3 dicembre 2011 ha ottenuto a Beaver Creek in supergigante il suo miglior piazzamento in Coppa del Mondo (36º) e il 6 febbraio 2012 ha conquistato la sua ultima vittoria in Nor-Am Cup, nello slalom gigante disputato a Vail. Il 14 febbraio 2014 ha colto a Mont-Sainte-Anne in supercombinata il suo ultimo podio nel circuito continentale nordamericano (3º).
Ha preso per l'ultima volta il via in Coppa del Mondo il 16 novembre 2014 nello slalom speciale di Levi, che non ha completato; si è ritirato al termine di quella stessa stagione 2014-2015 e la sua ultima gara è stata uno slalom gigante FIS disputato il 3 aprile ad Aspen, non completato da Gregorak. In carriera non ha preso parte né a rassegne olimpiche né iridate.

## Palmarès

### Coppa Europa
- Miglior piazzamento in classifica generale: 92º nel 2011 e nel 2012
- 2 podi:
  - 2 secondi posti

### Nor-Am Cup
- Miglior piazzamento in classifica generale: 4º nel 2011
- Vincitore della classifica di slalom gigante nel 2011
- 13 podi:
  - 5 vittorie
  - 3 secondi posti
  - 5 terzi posti

#### Nor-Am Cup - vittorie
| Data             | Località     | Paese       | Specialità |
| ---------------- | ------------ | ----------- | ---------- |
| 15 dicembre 2009 | Panorama     | Canada      | GS         |
| 5 gennaio 2011   | Mont-Garceau | Canada      | GS         |
| 6 gennaio 2011   | Mont-Garceau | Canada      | GS         |
| 16 marzo 2011    | Whistler     | Canada      | GS         |
| 6 febbraio 2012  | Vail         | Stati Uniti | GS         |

Legenda:

GS = slalom gigante

### South American Cup
- Miglior piazzamento in classifica generale: 42º nel 2010
- 1 podio:
  - 1 terzo posto

### Campionati statunitensi
- 1 medaglia[1][2]:
  - 1 oro (discesa libera nel 2011)